# 만고쿠우라역
만고쿠우라역(일본어: 万石浦駅)은 일본 미야기현 이시노마키시에 위치한 동일본 여객철도 이시노마키 선의 철도역이다. 단선 승강장 1면 1선의 구조를 갖춘 지상역이다.

## 역 주변
- 국도 제398호선

## 역사
- 1989년 4월 26일 : 개업.
- 2011년 3월 11일 : 도호쿠 지방 태평양 해역 지진과 그에 의한 대형 쓰나미의 영향에 의해 전 노선 영업 중단.
- 2013년 3월 16일 : 와타노하 - 우라슈쿠 간 복구에 의해 전 구간 영업 재개.
- 2016년 8월 6일 : 센세키 도호쿠 라인의 일부 열차가 직통 운행을 개시해, 정차역이 됨.

## 인접 역
| 이시노마키 선        | 이시노마키 선                               | 이시노마키 선        |
| -------------------- | ------------------------------------------- | -------------------- |
| 와타노하 고고타 방면 | ■ 이시노마키 선 (■ 센세키 도호쿠 라인 포함) | 사와다 오나가와 방면 |